# Provincia di Purús
La provincia di Purús è una provincia del Perù, situata nella regione di Ucayali.

## Data di fondazione
La provincia è stata istituita il 1º luglio 1943.

## Superficie e popolazione
- 3 485 abitanti (inei2005)
- 17847,76 km²

## Geografia antropica

### Suddivisioni amministrative
Conta un solo distretto (comune): Purús